# Ventromediale prefrontale cortex
De ventromediale prefrontale cortex of cortex praefrontalis ventromedialis is een deel aan de binnenzijde van de prefrontale schors, een gebied voor in de grote hersenen. Het gebied wordt met name in verband gebracht met de regulering van emoties. De cortex orbitofrontalis (11: achter de oogkassen gelegen) vormt een onderdeel van de cortex praefrontalis ventromedialis. Er bestaan veel zenuwvezelverbindingen met de nabijgelegen dorsolaterale prefrontale cortex, maar ook met gebieden als de amandelkernen, en de cortex cingularis anterior (24 en 32). Aangenomen wordt dat emoties gereguleerd worden door een complex netwerk in de hersenen waarin deze structuren een verschillende functie hebben.
Bij proefdieren zoals apen blijkt dat beschadiging van dit gebied gepaard gaat met stoornissen in leergedrag: proefdieren blijken bijvoorbeeld ongevoelig voor effecten van positieve bekrachtiging (beloning). Beschadiging van de cortex orbitofrontalis bij mensen leidt vaak tot ontremming van emotioneel gedrag. Ook blijkt daarbij de huidgeleidingsreactie op emotionele prikkels vaak afwezig of verzwakt te zijn. Een 'beroemde' patiënt die in dit verband genoemd kan worden is Phineas Gage, bij wie door een ongeval een groot deel van de cortex orbitofrontalis (met name het meer mediale deel) was vernietigd.